# 레네 아우프하우저
레네 아우프하우저(독일어: René Aufhauser, 1976년 6월 21일 ~ )는 오스트리아의 축구 감독이자 전 선수다.

## 경력
아우프하우저는 초창기에 쾨플라흐, 보이츠베르크, 그리고아우스트리아 잘츠부르크에서 활약했다. 그는 보이츠베르크에서 수비형 미드필더로 활약하면서 자신의 잠재력을 증명했다.

### 아우스트리아 잘츠부르크
그는 1997년에 인상적인 시즌 후반기를 보내고 아우스트리아 잘츠부르크에 입단하였다. 이후, 아마추어 선수로 활동하던 아우프하우저는 오스트리아 U-21 국가대표팀에도 차출되었다. 신예 미드필더는 쟁쟁한 거물들의 틈바구니 속에서도 주전의 한 자리를 꿰찼다. 그는 2001년에 감독이 그에게 더 많은 경험을 쌓도록 허락하면서 잘츠부르크를 떠났다. 그의 행선지는 그라처였다.

### 그라처
그는 그라처에 입단한 후 슬로베니아 국가대표팀 주장 알레슈 체흐와 주전 지위를 놓고 경합하면서 매 경기 뛰지는 못했다. 그는 그라처에서의 활약으로 에버턴, 풀럼, 그리고 미들스브러 등의 구단들의 관심을 받았다. 그는 2005년에 그라처를 떠나 전 소속 구단인 레드 불 잘츠부르크로 이적했다.

### 레드 불 잘츠부르크
아우프하우저는 친정 구단에 복귀해 리그와 국가대표팀에서 모두 이전보다 더 큰 성공을 거두었다. 그는 잘츠부르크 2기에 레드 불 산하의 구단에서 활동했는데, 115번의 리그 경기에 출전해 20번 골망을 흔들었다. 아우프하우저는 2차례 오스트리아 분데스리가를 우승했다. 2010년 1월, 휘프 스테번스 감독이 새로이 취임한 가운데 2번의 리그 경기에 선발하는데 그친 그는 2군으로 내려가 구단을 떠날 기회를 잡았다.

### LASK
아우프하우저는 2010년 1월 말 이적 시장에서 오스트리아 분데스리가의 또다른 구단 LASK로 이적했다. 그의 LASK 1호골 희생양은 아우스트리아 빈으로, 2010년 3월에 결승골로 1-0 승리했다. 허가 기간이 만료되면서, 소속 구단은 강등되었고, 아우프하우저는 3부 리그로 강등된 구단을 떠났다.

### 리퍼링
아우프하우저는 레드 불 잘츠부르크의 위성 구단인 리퍼링에 합류했다. 본래 이 구단은 향후 리그의 주축 선수로 성장해 본보기가 될 선수단이었다. 리퍼링은 서부 지역 리그에서 우승을 거두었는데, 아우프하우저의 전 소속 구단인 LASK를 상대로 2경기(2-0, 3-0)에서 승리하여 1 리그(오스트리아 2부 리그)로 승격될 수 있었다.
리퍼링에서 2년을 보낸 아우프하우저는 은퇴를 선언했다. 이후, 그는 구단의 수석 코치를 역임했다.

## 국가대표팀 경력
훌륭한 활약상에도 불구하고, 헤르베르트 프로하슈카 전 감독은 그를 전력 외로 평가했다. 오토 바리치가 취임한 2001년에서야 그라처 소속으로, 리히텐슈타인전 경기에 후보 선수로 대기하는데 끝났다. 그는 오토 바리치 감독의 후임인 한스 크랑클이 슬로바키아와 2002년 3월 27일에 경기를 치르는 가운데, 마침내 국가대표팀 신고식을 치렀다. 한스 크랑클 감독 지도 하에, 그는 주전 11인에 일믕르 올렸고, 요제프 히커스베르거 감독도 그를 중용했다. 그는 도합 50번의 공식 국가대표팀 경기에서 10골을 기록했다.
빈에서 열린 유로 2008 오스트리아의 첫 경기에서, 그는 크로아티아의 공격수]] 이비차 올리치를 걸어 넘어뜨렸고, 이는 크로아티아의 페널티 킥이 되었다. 루카 모드리치가 경기 시작 4분 만에 터뜨린 페널티 골로 크로아티아는 종일 1-0으로 앞선 가운데 승리를 쟁취했다.

## 국가대표팀 통계
| 오스트리아 | 오스트리아 | 오스트리아 |
| 연도       | 출장       | 골         |
| ---------- | ---------- | ---------- |
| 2002       | 8          | 1          |
| 2003       | 8          | 1          |
| 2004       | 6          | 0          |
| 2005       | 7          | 3          |
| 2006       | 7          | 3          |
| 2007       | 12         | 2          |
| 2008       | 10         | 2          |
| 합계       | 58         | 12         |

## 감독 통계
2021년 10월 23일 기준
| 구단   | 취임           | 해임 | 기록 | 기록 | 기록 | 기록 | 기록 | 기록 | 기록 | 기록  | 주 |
| 구단   | 취임           | 해임 | 전   | 승   | 무   | 패   | 득   | 실   | 차   | 율 %  | 주 |
| ------ | -------------- | ---- | ---- | ---- | ---- | ---- | ---- | ---- | ---- | ----- | -- |
| 리퍼링 | 2021년 7월 1일 | 현임 | 12   | 8    | 3    | 1    | 28   | 11   | +17  | 66.67 |    |
| 합계   | 합계           | 합계 | 12   | 8    | 3    | 1    | 28   | 11   | +17  | 66.67 | —  |

## 수상
- 오스트리아 분데스리가: 2004, 2007, 2009
- ÖFB 컵: 2002, 2004